# Застава Џибутија
Застава Џибутија је први пут постављена 27. јуна 1977, на дан независности ове земље. Састоји се од два једнака хоризонтална дела плаве и зелене боје са белим троуглом на којем се налази звезда петокрака. Звезда представља пет делова у којим Сомалијци живе: Британски Сомалиленд, Италијански Сомалиленд, Француски Сомалиленд, Огаден и североисточна Кенија. 
Боје које се користе на застави се могу симболично интерпретирати као земља (зелена), небо (плава) и мир (бела), а црвена звезда представља јединство. 